# Lijst van senatoren uit Mississippi

Zegel van de staat Mississippi

Dit is een lijst van de senatoren voor de Amerikaanse staat Mississippi. De senatoren voor Mississippi zijn ingedeeld als Klasse I en Klasse II. De twee huidige senatoren voor Mississippi zijn: Roger Wicker senator sinds 2007 de (senior senator) en Cindy Hyde-Smith senator sinds 2018 de (junior senator), beiden lid van de Republikeinse Partij.
Prominenten die hebben gediend als senator voor Mississippi zijn onder anderen: Powhatan Ellis (later rechter voor het Hof van Beroep voor het district van Mississippi), Jefferson Davis (later minister van Oorlog en president van de Geconfedereerde Staten van Amerika), Adelbert Ames (prominent generaal), Blanche Bruce (tweede Afro-Amerikaanse senator), Hernando Money (Democratische partijleider in de senaat van 1909 tot 1911), Theodore Bilbo (prominent politicus), John Stennis (prominent politicus), Trent Lott (Republikeinse partijleider in de senaat van 1996 tot 2003), Robert Walker (later minister van Financiën), Hiram Rhodes Revels (eerste Afro-Amerikaanse senator), Lucius Lamar (later minister van Binnenlandse Zaken en rechter voor het Hooggerechtshof), James Eastland (prominent politicus), Pat Harrison (prominent politicus) en Thad Cochran (prominent politicus).
Maar liefst elf senatoren voor Mississippi zijn ook gouverneur van Mississippi geweest: Walter Leake, David Holmes, John McRae, Adelbert Ames, Theodore Bilbo, George Poindexter, Henry Foote, Albert Brown, James Alcorn, Anselm McLaurin en James Vardaman.

## Klasse I
| Nr.                                                                             | Senator voor Mississippi Senator from Mississippi | Senator voor Mississippi Senator from Mississippi | Senator voor Mississippi Senator from Mississippi | Ambtstermijn      | Ambtstermijn      | Partij(en)   | Verkiezing(en) |
| ------------------------------------------------------------------------------- | ------------------------------------------------- | ------------------------------------------------- | ------------------------------------------------- | ----------------- | ----------------- | ------------ | -------------- |
| 1                                                                               |                                                   | Walter Leake                                      | Walter Leake (1762–1825)                          | 10 december 1817  | 15 mei 1820       | DR           | 1817           |
| Vacant                                                                          |                                                   |                                                   |                                                   |                   |                   |              | 1817           |
| 2                                                                               |                                                   | David Holmes                                      | David Holmes (1769–1832)                          | 30 augustus 1820  | 25 september 1825 | DR           | 1820           |
| 2                                                                               | 1823                                              | David Holmes                                      | David Holmes (1769–1832)                          | 30 augustus 1820  | 25 september 1825 | DR           |                |
| Vacant                                                                          |                                                   |                                                   |                                                   |                   |                   |              |                |
| 3                                                                               |                                                   | Powhatan Ellis                                    | Powhatan Ellis (1790–1863)                        | 30 september 1825 | 28 januari 1826   | DR           |                |
| 4                                                                               |                                                   | Thomas Reed                                       | Thomas Reed (1787–1829)                           | 28 januari 1826   | 4 maart 1827      | DR           | 1826           |
| 5                                                                               |                                                   | Powhatan Ellis                                    | Powhatan Ellis (1790–1863)                        | 4 maart 1827      | 16 juli 1832      | DR (1827–28) | 1827           |
| 5                                                                               | D (1828–32)                                       | Powhatan Ellis                                    | Powhatan Ellis (1790–1863)                        | 4 maart 1827      | 16 juli 1832      |              | 1827           |
| Vacant                                                                          |                                                   |                                                   |                                                   |                   |                   |              | 1827           |
| 6                                                                               |                                                   | John Black                                        | John Black (1800–1854)                            | 12 november 1832  | 4 maart 1833      | D            | 1827           |
| Vacant                                                                          |                                                   |                                                   |                                                   |                   |                   |              |                |
| (6)                                                                             |                                                   | John Black                                        | John Black (1800–1854)                            | 22 november 1833  | 22 januari 1838   | NR (1833)    | 1833           |
| (6)                                                                             | W (1833–38)                                       | John Black                                        | John Black (1800–1854)                            | 22 november 1833  | 22 januari 1838   |              | 1833           |
| 7                                                                               |                                                   | James Trotter                                     | James Trotter (1802–1866)                         | 22 januari 1838   | 10 juli 1838      | D            | 1833           |
| Vacant                                                                          |                                                   |                                                   |                                                   |                   |                   |              | 1833           |
| 8                                                                               |                                                   |                                                   | Thomas Hickman Williams (1801–1851)               | 13 november 1838  | 4 maart 1839      | D            | 1833           |
| 8                                                                               | D                                                 | 1839                                              | Thomas Hickman Williams (1801–1851)               | 13 november 1838  | 4 maart 1839      |              |                |
| 9                                                                               |                                                   | John Black                                        | John Henderson (1797–1857)                        | 4 maart 1839      | 4 maart 1845      | W            | 1838           |
| 10                                                                              |                                                   | Jesse Speight                                     | Jesse Speight (1795–1847)                         | 4 maart 1845      | 1 mei 1847        | D            | 1856           |
| Vacant                                                                          |                                                   |                                                   |                                                   |                   |                   |              | 1856           |
| 11                                                                              |                                                   | Jefferson Davis                                   | Jefferson Davis (1808–1889)                       | 10 augustus 1847  | 22 september 1851 | D            | 1856           |
| 11                                                                              | 1848                                              | Jefferson Davis                                   | Jefferson Davis (1808–1889)                       | 10 augustus 1847  | 22 september 1851 | D            |                |
| 11                                                                              | 1850                                              | Jefferson Davis                                   | Jefferson Davis (1808–1889)                       | 10 augustus 1847  | 22 september 1851 | D            |                |
| Vacant                                                                          |                                                   |                                                   |                                                   |                   |                   |              |                |
| 12                                                                              |                                                   | John McRae                                        | John McRae (1815–1868)                            | 1 december 1851   | 18 maart 1852     | D            |                |
| 13                                                                              |                                                   | Stephen Adams                                     | Stephen Adams (1807–1857)                         | 18 maart 1852     | 4 maart 1857      | D            | 1852           |
| 14                                                                              |                                                   | Jefferson Davis                                   | Jefferson Davis (1808–1889)                       | 4 maart 1857      | 20 januari 1861   | D            | 1856           |
| Vacant                                                                          |                                                   |                                                   |                                                   |                   |                   |              | 1856           |
| Vacant Geconfedereerde Staten van Amerika (1861–1865) Reconstructie (1865–1870) |                                                   |                                                   |                                                   |                   |                   |              |                |
| 15                                                                              |                                                   | Adelbert Ames                                     | Adelbert Ames (1833–1933)                         | 22 februari 1870  | 4 januari 1874    | R            | 1870           |
| Vacant                                                                          |                                                   |                                                   |                                                   |                   |                   |              | 1870           |
| 16                                                                              |                                                   | Henry Pease                                       | Henry Pease (1835–1907)                           | 2 februari 1874   | 4 maart 1875      | R            | 1874           |
| 17                                                                              |                                                   | Blanche Bruce                                     | Blanche Bruce (1841–1898)                         | 4 maart 1875      | 4 maart 1881      | R            | 1874           |
| 18                                                                              |                                                   | James George                                      | James George (1826–1897)                          | 4 maart 1881      | 14 augustus 1897  | D            | 1880           |
| 18                                                                              | 1886                                              | James George                                      | James George (1826–1897)                          | 4 maart 1881      | 14 augustus 1897  | D            |                |
| 18                                                                              | 1892                                              | James George                                      | James George (1826–1897)                          | 4 maart 1881      | 14 augustus 1897  | D            |                |
| Vacant                                                                          |                                                   |                                                   |                                                   |                   |                   |              |                |
| 19                                                                              |                                                   | Hernando Money                                    | Hernando Money (1839–1912)                        | 7 oktober 1897    | 4 maart 1911      | D            |                |
| 19                                                                              | 1899                                              | Hernando Money                                    | Hernando Money (1839–1912)                        | 7 oktober 1897    | 4 maart 1911      | D            |                |
| 19                                                                              | 1904                                              | Hernando Money                                    | Hernando Money (1839–1912)                        | 7 oktober 1897    | 4 maart 1911      | D            |                |
| 20                                                                              |                                                   | John Sharp Williams                               | John Sharp Williams (1854–1932)                   | 4 maart 1911      | 4 maart 1923      | D            | 1908           |
| 20                                                                              | 1916                                              | John Sharp Williams                               | John Sharp Williams (1854–1932)                   | 4 maart 1911      | 4 maart 1923      | D            |                |
| 21                                                                              |                                                   | Hubert Stephens                                   | Hubert Stephens (1875–1946)                       | 4 maart 1923      | 3 januari 1935    | D            | 1922           |
| 21                                                                              | 1928                                              | Hubert Stephens                                   | Hubert Stephens (1875–1946)                       | 4 maart 1923      | 3 januari 1935    | D            |                |
| 22                                                                              |                                                   | Theodore Bilbo                                    | Theodore Bilbo (1877–1947)                        | 3 januari 1935    | 21 augustus 1947  | D            | 1934           |
| 22                                                                              | 1940                                              | Theodore Bilbo                                    | Theodore Bilbo (1877–1947)                        | 3 januari 1935    | 21 augustus 1947  | D            |                |
| 22                                                                              | 1946                                              | Theodore Bilbo                                    | Theodore Bilbo (1877–1947)                        | 3 januari 1935    | 21 augustus 1947  | D            |                |
| Vacant                                                                          |                                                   |                                                   |                                                   |                   |                   |              |                |
| 23                                                                              |                                                   | John Stennis                                      | John Stennis (1901–1995)                          | 4 november 1947   | 3 januari 1989    | D            | 1947           |
| 23                                                                              | 1952                                              | John Stennis                                      | John Stennis (1901–1995)                          | 4 november 1947   | 3 januari 1989    | D            |                |
| 23                                                                              | 1958                                              | John Stennis                                      | John Stennis (1901–1995)                          | 4 november 1947   | 3 januari 1989    | D            |                |
| 23                                                                              | 1964                                              | John Stennis                                      | John Stennis (1901–1995)                          | 4 november 1947   | 3 januari 1989    | D            |                |
| 23                                                                              | 1970                                              | John Stennis                                      | John Stennis (1901–1995)                          | 4 november 1947   | 3 januari 1989    | D            |                |
| 23                                                                              | 1976                                              | John Stennis                                      | John Stennis (1901–1995)                          | 4 november 1947   | 3 januari 1989    | D            |                |
| 23                                                                              | 1982                                              | John Stennis                                      | John Stennis (1901–1995)                          | 4 november 1947   | 3 januari 1989    | D            |                |
| 24                                                                              |                                                   | Trent Lott                                        | Trent Lott (1941)                                 | 3 januari 1989    | 18 december 2007  | R            | 1988           |
| 24                                                                              | 1994                                              | Trent Lott                                        | Trent Lott (1941)                                 | 3 januari 1989    | 18 december 2007  | R            |                |
| 24                                                                              | 2000                                              | Trent Lott                                        | Trent Lott (1941)                                 | 3 januari 1989    | 18 december 2007  | R            |                |
| 24                                                                              | 2006                                              | Trent Lott                                        | Trent Lott (1941)                                 | 3 januari 1989    | 18 december 2007  | R            |                |
| Vacant                                                                          |                                                   |                                                   |                                                   |                   |                   |              |                |
| 25                                                                              |                                                   | Roger Wicker                                      | Roger Wicker (1951)                               | 31 december 2007  | heden             | R            |                |
| 25                                                                              | 2008                                              | Roger Wicker                                      | Roger Wicker (1951)                               | 31 december 2007  | heden             | R            |                |
| 25                                                                              | 2012                                              | Roger Wicker                                      | Roger Wicker (1951)                               | 31 december 2007  | heden             | R            |                |
| 25                                                                              | 2018                                              | Roger Wicker                                      | Roger Wicker (1951)                               | 31 december 2007  | heden             | R            |                |
| 25                                                                              | 2024                                              | Roger Wicker                                      | Roger Wicker (1951)                               | 31 december 2007  | heden             | R            |                |

## Klasse II
| Nr.                                                                             | Senator voor Mississippi Senator from Mississippi | Senator voor Mississippi Senator from Mississippi | Senator voor Mississippi Senator from Mississippi | Ambtstermijn      | Ambtstermijn      | Partij(en)   | Verkiezing(en) |
| ------------------------------------------------------------------------------- | ------------------------------------------------- | ------------------------------------------------- | ------------------------------------------------- | ----------------- | ----------------- | ------------ | -------------- |
| 1                                                                               |                                                   | Thomas Hill Williams                              | Thomas Hill Williams (1780–1840)                  | 10 december 1817  | 4 maart 1829      | DR (1817–28) | 1817           |
| 1                                                                               | 1823                                              | Thomas Hill Williams                              | Thomas Hill Williams (1780–1840)                  | 10 december 1817  | 4 maart 1829      | DR (1817–28) |                |
| 1                                                                               | D (1828–29)                                       | Thomas Hill Williams                              | Thomas Hill Williams (1780–1840)                  | 10 december 1817  | 4 maart 1829      |              |                |
| 2                                                                               |                                                   | Thomas Reed                                       | Thomas Reed (1787–1829)                           | 4 maart 1829      | 26 november 1829  | D            | 1828           |
| Vacant                                                                          |                                                   |                                                   |                                                   |                   |                   |              | 1828           |
| 3                                                                               |                                                   |                                                   | Robert Adams (1792–1830)                          | 5 januari 1830    | 2 juli 1830       | D            | 1829           |
| Vacant                                                                          |                                                   |                                                   |                                                   |                   |                   |              | 1829           |
| 4                                                                               |                                                   | George Poindexter                                 | George Poindexter (1779–1853)                     | 15 oktober 1830   | 4 maart 1835      | NR (1830–33) | 1829           |
| 4                                                                               | 1830                                              | George Poindexter                                 | George Poindexter (1779–1853)                     | 15 oktober 1830   | 4 maart 1835      | NR (1830–33) |                |
| 4                                                                               | W (1833–35)                                       | George Poindexter                                 | George Poindexter (1779–1853)                     | 15 oktober 1830   | 4 maart 1835      |              |                |
| 5                                                                               |                                                   | Robert Walker                                     | Robert Walker (1801–1869)                         | 4 maart 1835      | 8 maart 1845      | D            | 1835           |
| 5                                                                               | 1841                                              | Robert Walker                                     | Robert Walker (1801–1869)                         | 4 maart 1835      | 8 maart 1845      | D            |                |
| Vacant                                                                          |                                                   |                                                   |                                                   |                   |                   |              |                |
| 6                                                                               |                                                   |                                                   | Joseph Chalmers (1806–1853)                       | 5 november 1845   | 4 maart 1847      | D            |                |
| 6                                                                               | 1846                                              |                                                   | Joseph Chalmers (1806–1853)                       | 5 november 1845   | 4 maart 1847      | D            |                |
| 7                                                                               |                                                   | Henry Foote                                       | Henry Foote (1804–1880)                           | 4 maart 1847      | 8 januari 1852    | D            | 1847           |
| Vacant                                                                          |                                                   |                                                   |                                                   |                   |                   |              | 1847           |
| 8                                                                               |                                                   | Walker Brooke                                     | Walker Brooke (1813–1869)                         | 18 februari 1852  | 4 maart 1853      | W            | 1852           |
| Vacant                                                                          |                                                   |                                                   |                                                   |                   |                   |              |                |
| 9                                                                               |                                                   | Albert Brown                                      | Albert Brown (1813–1880)                          | 6 januari 1854    | 12 januari 1861   | D            | 1854           |
| 9                                                                               | 1859                                              | Albert Brown                                      | Albert Brown (1813–1880)                          | 6 januari 1854    | 12 januari 1861   | D            |                |
| Vacant                                                                          |                                                   |                                                   |                                                   |                   |                   |              |                |
| Vacant Geconfedereerde Staten van Amerika (1861–1865) Reconstructie (1865–1870) |                                                   |                                                   |                                                   |                   |                   |              |                |
| 10                                                                              |                                                   | Hiram Rhodes Revels                               | Hiram Rhodes Revels (1827–1901)                   | 22 februari 1870  | 4 maart 1871      | R            | 1870 (1)       |
| Vacant                                                                          | Vacant                                            | Vacant                                            | Vacant                                            | Vacant            | Vacant            | Vacant       | 1870 (2)       |
| 11                                                                              |                                                   | James Alcorn                                      | James Alcorn (1816–1894)                          | 1 december 1871   | 4 maart 1877      | R            | 1870 (2)       |
| 12                                                                              |                                                   | Lucius Lamar                                      | Lucius Lamar (1825–1893)                          | 4 maart 1877      | 4 maart 1885      | D            | 1876           |
| 12                                                                              | 1883                                              | Lucius Lamar                                      | Lucius Lamar (1825–1893)                          | 4 maart 1877      | 4 maart 1885      | D            |                |
| Vacant                                                                          |                                                   |                                                   |                                                   |                   |                   |              |                |
| 13                                                                              |                                                   | Edward Walthall                                   | Edward Walthall (1831–1898)                       | 10 maart 1885     | 24 januari 1894   | D            |                |
| 13                                                                              | 1886                                              | Edward Walthall                                   | Edward Walthall (1831–1898)                       | 10 maart 1885     | 24 januari 1894   | D            |                |
| 13                                                                              | 1889                                              | Edward Walthall                                   | Edward Walthall (1831–1898)                       | 10 maart 1885     | 24 januari 1894   | D            |                |
| Vacant                                                                          |                                                   |                                                   |                                                   |                   |                   |              |                |
| 14                                                                              |                                                   | Anselm McLaurin                                   | Anselm McLaurin (1848–1909)                       | 8 februari 1894   | 4 maart 1895      | D            | 1894           |
| 15                                                                              |                                                   | Edward Walthall                                   | Edward Walthall (1831–1898)                       | 4 maart 1895      | 21 april 1898     | D            | 1892           |
| Vacant                                                                          |                                                   |                                                   |                                                   |                   |                   |              | 1892           |
| 16                                                                              |                                                   | William Sullivan                                  | William Sullivan (1857–1918)                      | 30 mei 1898       | 4 maart 1901      | D            | 1892           |
| 16                                                                              | 1900 (1)                                          | William Sullivan                                  | William Sullivan (1857–1918)                      | 30 mei 1898       | 4 maart 1901      | D            |                |
| 17                                                                              |                                                   | Anselm McLaurin                                   | Anselm McLaurin (1848–1909)                       | 4 maart 1901      | 22 december 1909  | D            | 1900 (2)       |
| 17                                                                              | 1904                                              | Anselm McLaurin                                   | Anselm McLaurin (1848–1909)                       | 4 maart 1901      | 22 december 1909  | D            |                |
| Vacant                                                                          |                                                   |                                                   |                                                   |                   |                   |              |                |
| 18                                                                              |                                                   | James Gordon                                      | James Gordon (1833–1912)                          | 26 december 1909  | 22 februari 1910  | D            |                |
| 19                                                                              |                                                   | LeRoy Percy                                       | LeRoy Percy (1860–1929)                           | 22 februari 1910  | 4 maart 1913      | D            | 1910           |
| 20                                                                              |                                                   | James Vardaman                                    | James Vardaman (1861–1930)                        | 4 maart 1913      | 4 maart 1919      | D            | 1910           |
| 21                                                                              |                                                   | Pat Harrison                                      | Pat Harrison (1881–1941)                          | 4 maart 1919      | 22 juni 1941      | D            | 1918           |
| 21                                                                              | 1924                                              | Pat Harrison                                      | Pat Harrison (1881–1941)                          | 4 maart 1919      | 22 juni 1941      | D            |                |
| 21                                                                              | 1930                                              | Pat Harrison                                      | Pat Harrison (1881–1941)                          | 4 maart 1919      | 22 juni 1941      | D            |                |
| 21                                                                              | 1936                                              | Pat Harrison                                      | Pat Harrison (1881–1941)                          | 4 maart 1919      | 22 juni 1941      | D            |                |
| Vacant                                                                          |                                                   |                                                   |                                                   |                   |                   |              |                |
| 22                                                                              |                                                   | James Eastland                                    | James Eastland (1904–1986)                        | 30 juni 1941      | 30 september 1941 | D            |                |
| 23                                                                              |                                                   | Wall Doxey                                        | Wall Doxey (1892–1962)                            | 30 september 1941 | 3 januari 1943    | D            | 1941           |
| 24                                                                              |                                                   | James Eastland                                    | James Eastland (1904–1986)                        | 3 januari 1943    | 27 december 1978  | D            | 1942           |
| 24                                                                              | 1948                                              | James Eastland                                    | James Eastland (1904–1986)                        | 3 januari 1943    | 27 december 1978  | D            |                |
| 24                                                                              | 1954                                              | James Eastland                                    | James Eastland (1904–1986)                        | 3 januari 1943    | 27 december 1978  | D            |                |
| 24                                                                              | 1960                                              | James Eastland                                    | James Eastland (1904–1986)                        | 3 januari 1943    | 27 december 1978  | D            |                |
| 24                                                                              | 1966                                              | James Eastland                                    | James Eastland (1904–1986)                        | 3 januari 1943    | 27 december 1978  | D            |                |
| 24                                                                              | 1972                                              | James Eastland                                    | James Eastland (1904–1986)                        | 3 januari 1943    | 27 december 1978  | D            |                |
| 25                                                                              |                                                   | Thad Cochran                                      | Thad Cochran (1937–2019)                          | 27 december 1978  | 1 april 2018      | R            |                |
| 25                                                                              | 1978                                              | Thad Cochran                                      | Thad Cochran (1937–2019)                          | 27 december 1978  | 1 april 2018      | R            |                |
| 25                                                                              | 1984                                              | Thad Cochran                                      | Thad Cochran (1937–2019)                          | 27 december 1978  | 1 april 2018      | R            |                |
| 25                                                                              | 1990                                              | Thad Cochran                                      | Thad Cochran (1937–2019)                          | 27 december 1978  | 1 april 2018      | R            |                |
| 25                                                                              | 1996                                              | Thad Cochran                                      | Thad Cochran (1937–2019)                          | 27 december 1978  | 1 april 2018      | R            |                |
| 25                                                                              | 2002                                              | Thad Cochran                                      | Thad Cochran (1937–2019)                          | 27 december 1978  | 1 april 2018      | R            |                |
| 25                                                                              | 2008                                              | Thad Cochran                                      | Thad Cochran (1937–2019)                          | 27 december 1978  | 1 april 2018      | R            |                |
| 25                                                                              | 2014                                              | Thad Cochran                                      | Thad Cochran (1937–2019)                          | 27 december 1978  | 1 april 2018      | R            |                |
| Vacant                                                                          |                                                   |                                                   |                                                   |                   |                   |              |                |
| 26                                                                              |                                                   | Cindy Hyde-Smith                                  | Cindy Hyde-Smith (1959)                           | 8 april 2018      | heden             | R            |                |
| 26                                                                              | 2018                                              | Cindy Hyde-Smith                                  | Cindy Hyde-Smith (1959)                           | 8 april 2018      | heden             | R            |                |
| 26                                                                              | 2020                                              | Cindy Hyde-Smith                                  | Cindy Hyde-Smith (1959)                           | 8 april 2018      | heden             | R            |                |

Alabama: Tuberville (R) · Britt (R)
Alaska: Murkowski (R) · Sullivan (R)
Arizona: Kelly (D) · Gallego (D)
Arkansas: Boozman (R) · Cotton (R)
Californië: Padilla (D) · Schiff (D)
Colorado: Bennet (D) · Hickenlooper (D)
Connecticut: Blumenthal (D) · Murphy (D)
Delaware: Coons (D) · Blunt Rochester (D)
Florida: R. Scott (R) · Moody (R)
Georgia: Ossoff (D) · Warnock (D)
Hawaï: Schatz (D) · Hirono (D)
Idaho: Crapo (R) · Risch (R)
Illinois: Durbin (D) · Duckworth (D)
Indiana: Young (R) · Banks (R)
Iowa: Grassley (R) · Ernst (R)
Kansas: Moran (R) · Marshall (R)
Kentucky: McConnell (R) · Paul (R)
Louisiana: Cassidy (R) · Kennedy (R)
Maine: Collins (R) · King (O)
Maryland: Van Hollen (D) · Alsobrooks (D)
Massachusetts: Warren (D) · Markey (D)
Michigan: Peters (D) · Slotkin (D)
Minnesota: Klobuchar (D) · Smith (D)
Mississippi: Wicker (R) · Hyde-Smith (R)
Missouri: Hawley (R) · Schmitt (R)
Montana: Daines (R) · Sheehy (R)
Nebraska: Fischer (R) · Ricketts (R)
Nevada: Cortez Masto (D) · Rosen (D)
New Hampshire: Shaheen (D) · Hassan (D)
New Jersey: Booker (D) · Kim (D)
New Mexico: Heinrich (D) · Luján (D)
New York: Schumer (D) · Gillibrand (D)
North Carolina: Tillis (R) · Budd (R)
North Dakota: Hoeven (R) · Cramer (R)
Ohio: Moreno (R) · Husted (R)
Oklahoma: Lankford (R) · Mullin (R)
Oregon: Wyden (D) · Merkley (D)
Pennsylvania: Fetterman (D) · McCormick (R)
Rhode Island: Reed (D) · Whitehouse (D)
South Carolina: Graham (R) · T. Scott (R)
South Dakota: Thune (R) · Rounds (R)
Tennessee: Blackburn (R) · Hagerty (R)
Texas: Cornyn (R) · Cruz (R)
Utah: Lee (R) · Curtis (R)
Vermont: Sanders (O) · Welch (D)
Virginia: Warner (D) · Kaine (D)
Washington: Murray (D) · Cantwell (D)
West Virginia: Moore Capito (R) · Justice (R)
Wisconsin: Johnson (R) · Baldwin (D)
Wyoming: Barrasso (R) · Lummis (R)
(D): Democraat · (R): Republikein · (O): Onafhankelijk